# Hollendertiden
Hollendertiden ("era holandesa", en noruego) es el nombre usado para un periodo de la historia de Noruega, que abarca desde alrededor de 1500 a 1800/1850, especialmente en relación con la historia de la zona costera de Sørlandet, Østlandet y  Vestlandet además de Nordmøre. 
Los Países Bajos fueron entre 1500 y 1600, el líder en construcción naval del continente europeo. Para conservar esta posición requerían acceso a grandes cantidades de madera de calidad. Se necesitaban árboles rectos con la suficiente flexibilidad como para ser doblados y la suficiente rigidez para soportar la intemperie. Los Países Bajos carecían de bosques adecuados mientras que Noruega tenía grandes cantidades de madera que podían ser comprados a un precio razonable. Eso causó un importante comercio entre los Países Bajos y los ladesteder (puertos de carga) noruegos
En los Países Bajos, también se empleó la madera para las cimentaciones de los grandes edificios. Ámsterdam fue literalmente construida con madera noruega. 
En sus idas, los neerlandeses traían productos para la venta. La cerámica fue una importante importación en noruega, muchas veces recipientes de líquidos que se podían traer llenos a Noruega. 
Además de que los propietarios de bosques y serrerias noruegos se beneficiaron fuertemente, se generó un importante beneficio para los puertos a través de peajes y gravámenes a la exportación de madera. Los aranceles fueron una importante fuente de ingresos en Noruega, además de generarse una industria local que fue clave para el país una vez que el comerció de madera en sí decayó.